# Coronazione di spine

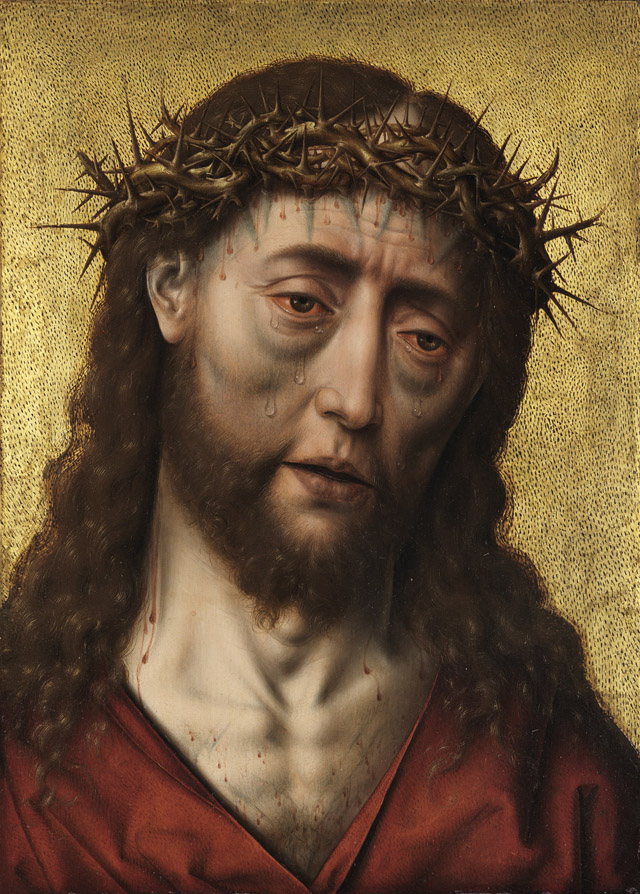
Cristo con la corona di spine di Aelbrecht Bouts, 1505 circa

La coronazione di spine (o incoronazione di spine) è un episodio della vita di Gesù narrato nei Vangeli di Matteo (27:29), Marco (15:17) e Giovanni (19:2) e citato già da commentatori antichi e padri della Chiesa come Clemente Alessandrino, Origene e altri.
La coronazione di spine corrisponde al terzo mistero doloroso del Santo Rosario recitato il martedì e il venerdì.

## Episodio evangelico
La corona di spine è la corona con cui, secondo i testi sacri, fu incoronato Gesù, poco prima della sua condanna a morte, per mano dei soldati romani. I soldati si divertirono a umiliarlo rivestendolo di un mantello purpureo e facendogli impugnare una canna nella mano destra per ridicolizzare la rivendicazione della sua regalità, e si presero gioco del condannato inscenando la beffarda adorazione di un re, che salutarono con una formula derisoria. Gli scherni e le sofferenze perpetrati a Gesù dai soldati non sono però stati tramandati da Luca che s'interessa piuttosto alle derisioni riservate a Cristo dagli uomini di Erode Antipa.

### Contesto culturale
L'episodio della coronazione di spine di Gesù non è completamente slegato dal contesto culturale del mondo greco-romano dell'epoca: già Plutarco, infatti, fa riferimento nel suo Consigli alle coppie sposate alla tradizione (originariamente greca) di "coronare [la sposa] con un serto di acanto spinoso" per simboleggiare non solo la pazienza e le sofferenze, ma anche la gioia del matrimonio (dato il profumo della pianta).
Nel caso specifico, però, gli studiosi sono oggi concordi nel ritenere che la coronazione di spine del Cristo da parte dei soldati romani fosse qualcosa di culturalmente più riconducibile a una crudele parodia della corona civica indossata dagli imperatori. Questa corona era una decorazione militare offerta dai soldati a chi salvava la vita ai cittadini di Roma, spesso dopo una battaglia o una guerra, ed era divenuta una regalia fissa dopo Augusto.

## Reliquia della corona

### Gerusalemme
Molti scrittori dei primi sei secoli dopo Cristo narrano di una reliquia venerata con grande devozione nella forma di una corona di spine. San Paolino di Nola, dopo il 409, entra nello specifico dicendo "le spine con le quali il Nostro Salvatore venne incoronato" conservata insieme alla croce alla quale Cristo venne inchiodato e alla colonna alla quale venne flagellato (Epistola a Macario in Migne, Patrologia Latina, LXI, 407). Cassiodoro (circa 570), quando commenta il Salmo LXXXVI, parlando del fatto che queste reliquie sono la gloria di Gerusalemme dove sono conservate, riporta: "Qui noi possiamo osservare la corona di spine, che venne posta sul capo del Nostro Redentore di modo che tutte le spine del mondo fossero riunite sul suo capo e spezzate" (Migne, LXX, 621). 
Quando Gregorio di Tours nel De gloria martyri riferisce il fatto che le spine nella corona appaiono ancora verdi, egli ricorda anche che ogni giorno essa appare come composta di rovi appena colti, miracolosamente, così come il Breviarius e l'Itinerarius di Antonino da Piacenza (VI secolo) riporta che la corona di spine si trovava all'epoca esposta nella chiesa sul monte Sion. Da queste testimonianze e da altre di datazione posteriore (il "Pellegrinaggio" del monaco Bernardo nell'870 che riporta la reliquia al monte Sion), sono la più antica testimonianza della venerazione di questa reliquia a Gerusalemme ove rimase per diversi secoli.

### Bisanzio
Lo studioso Francois de Mély suggerisce che la corona non venne portata a Bisanzio fino al 1063. Si sa che l'imperatore Giustiniano I (morto nel 565) diede ordine di donare una spina a san Germano, vescovo di Parigi, reliquia che ancora oggi è conservata nella chiesa parigina di Saint-Germain-des-Prés, mentre l'imperatrice Irene, nel 798 o nell'802, inviò a Carlo Magno diverse spine che vennero da lui deposte nella chiesa di Aquisgrana per la pubblica venerazione. Otto di queste risultarono essere presenti alla consacrazione della basilica di Aquisgrana al momento della venuta del papa Leone III. 
La presenza del papa alla consacrazione è sicuramente una leggenda posteriore, ma la situazione appare maggiormente confermata per le reliquie dal momento che quattro di queste nell'877 vennero donate a san Cornelio di Compiègne da Carlo il Calvo. Ugo il Grande, marchese di Neustria, ne inviò una al re Atelstano d'Inghilterra, re degli anglo-sassoni, nel 927, in occasione di alcuni negoziati matrimoniali, ed essa ancora oggi si trova nell'Abbazia di Malmesbury. Un'altra venne donata a una principessa spagnola attorno al 1160, mentre un'altra ancora venne donata all'Abbazia di Andechs in Germania nel 1200.

### Francia

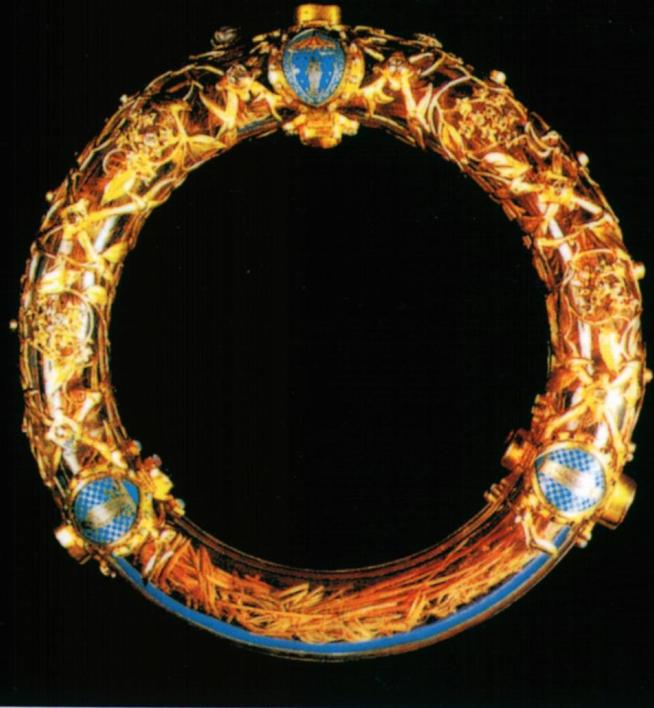
La corona di spine venne acquistata dal re Luigi IX di Francia da Baldovino II. Essa attualmente è conservata nella chiesa parigina di Notre-Dame.

Nel 1238 Baldovino II, imperatore latino di Costantinopoli, ansioso di ottenere il supporto desiderato alla difesa del proprio impero, offrì la corona di spine a Luigi IX, re di Francia. L'oggetto però si trovava all'epoca nelle mani dei veneziani che l'avevano tenuta a pegno di un forte prestito concesso all'imperatore dalla Serenissima (13 134 pezzi d'oro), ma Luigi IX pagò il prezzo necessario e ottenne la reliquia facendo costruire per essa la Sainte-Chapelle (completata nel 1248) per accoglierla degnamente in Francia. La reliquia rimase in questa sede sino alla Rivoluzione francese quando, dopo essere stata ospitata per qualche tempo alla Bibliothèque nationale, e sulla base poi del Concordato del 1801, la chiesa poté tornarne in legale possesso, deponendola presso la cattedrale di Notre-Dame. 
La reliquia ancora oggi visibile consiste in un cerchio di vetro al cui interno si trova una corona intrecciata con Juncus balticus, una pianta nativa delle aree marittime della Bretagna settentrionale, della regione baltica e della Scandinavia; delle spine presumibilmente rimosse dalla medesima corona nel tempo, sono conservate in un reliquiario separato, ma sono in realtà di Ziziphus spina-christi, una pianta nativa dell'Africa e dell'Asia meridionale e occidentale. Altri reliquiari vennero in seguito realizzati per la reliquia, tra cui uno commissionato da Napoleone Bonaparte in stile neoclassico e uno neogotico commissionato da Napoleone III di Francia in oro, gemme e cristallo di rocca, disegnato dall'artista francese Eugène Viollet-le-Duc. Il papa Giovanni Paolo II la trasferì personalmente dalla Sainte-Chapelle dove era tradizionalmente conservata, alla cattedrale di Notre Dame, nel corso delle celebrazioni della Quarta Giornata Mondiale della Gioventù, in occasione della sua visita in Francia.
La reliquia è rimasta integra a seguito dell'incendio del 15 aprile 2019 che rovinò gravemente la cattedrale di Notre Dame.
La Catholic Encyclopedia riporta a proposito della corona di spine francese:
Le autorità [della chiesa] sono concorde nel ritenere che quello preparato dai soldati romani fosse una sorta di elmetto di spine e che questa banda attorcigliata fosse effettivamente impiegata per tenere insieme le spine. Secondo M. De Mély, vi è l'evidenza di credere che quando la corona venne portata a Parigi essa aveva sessanta o settanta spine, che successivamente vennero distribuite da San Luigi e dai suoi successori, separate dalla corona di spine e tenute in un reliquiario differente. Nessuna di esse si trova ancora a Parigi. Alcuni piccoli frammenti di spini sono preservate... ad Arras e a Lione. Riguardo all'origine e alla tipologia delle spine, sia la tradizione che i resti giunti sino a noi suggeriscono la presenza di un arbusto botanicamente noto come Ziziphus spina-christi. Questo può raggiungere l'altezza di quindici o venti piedi e cresce in abbondanza attorno a Gerusalemme. I rami intrecciati di questo arbusto presentano delle spine appaiate, ricurve [...]. La reliquia preservata nella Cappella della Spina a Pisa, come in quella di Treviri, le cui storie sono dubbiose e oscure, sono più grandi.

### Spine della corona

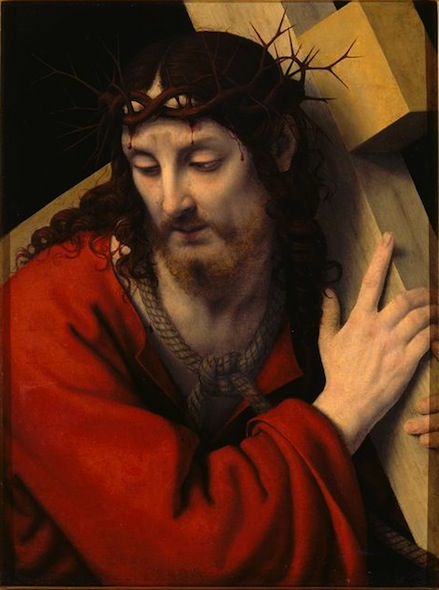
Cristo con la croce e la corona di spine in un dipinto di Andrea Solari

Il Gazeteer of Relics and Miraculous Images indica i seguenti luoghi ove a oggi si trovano reliquie derivate da spine della corona conservata a Parigi:
- Belgio: chiesa parrocchiale di Wevelgem: una porzione della corona di spine (dal 1561)[6]
- Belgio: Gand, chiesa di San Michele: una spina della corona
- Repubblica Ceca: Praga, Cattedrale di San Vito: una spina della corona, incastonata nella croce della corona di San Venceslao, parte del tesoro della corona boema
- Francia: Parigi, cattedrale di Notre-Dame: la reliquia della corona di spine, esemplare più accreditato come originale, è oggi custodita nel Tesoro della cattedrale di Notre-Dame di Parigi, e viene esposta alla venerazione dei fedeli ogni primo venerdì del mese, nonché tutti i venerdì di quaresima e il Venerdì santo. Nonostante l'incendio del 15 aprile 2019 a Notre Dame non ha subito danni.[7]
- Francia: Sainte-Chapelle: una parte della corona di spine
- Germania: Duomo di Treviri: una spina della corona
- Germania: Colonia, Museo diocesano Kolumba: una spina della corona, donata da Luigi IX ai domenicani di Lüttich e una seconda spina dal tesoro della chiesa di Santa Kolumba
- Germania: Elchingen: chiesa dei benedettini dell'Abbazia di Elchingen: una spina della corona giunta nel 1650/51[8]
- Italia: Ariano Irpino, cattedrale: Reliquia contenente due spine della corona
- Italia: Ascoli Piceno, chiesa di San Pietro Martire: una spina della corona.
- Italia: Avellino, Duomo Maria Santissima Assunta in Cielo: Reliquia contenente una spina della corona.
- Italia: Bari, Basilica di San Nicola: una spina della corona, donata nel 1301 da Carlo II d'Angiò, devoto a San Nicola.
- Italia: Cefalù, Duomo di Cefalù: alcune spine della corona donate da Ruggero II di Sicilia e successivamente alcune trafugate e portate a Gratteri(PA).
- Italia: Enna, Duomo di Enna: una spina della corona.
- Italia: Monreale, Duomo di Monreale: una spina della corona donata da Filippo III di Francia al Duomo di Monreale dove riposa parte dei resti del padre Luigi IX di Francia.
- Italia: Napoli, Santa Maria Incoronata: un frammento della corona
- Italia: Lagonegro, Concattedrale San Nicola di Bari: una spina della corona.
- Italia:Petilia Policastro, Santuario della Sacra Spina:la Sacra Spina fu donata nel 1498 dalla regina di Francia Giovanna di Valois, moglie di re Luigi XII, al suo confessore Dionisio Sacco, che decise di portarla nel suo convento d'origine, appunto a Petilia. Essa, però, giunse a Petilia solo nel 1523 grazie a padre Ludovico Albo e fu collocata nella chiesa del convento, al tempo chiamato Santa Maria dei Frati.
- Italia: Pisa, Spedali Riuniti di Santa Chiara: un ramo intero con delle spine della corona
- Italia: Roma, Santa Croce in Gerusalemme: due spine della corona.
- Italia: Roma, Santa Prassede: una piccola parte della corona.
- Italia: Sabbioneta, chiesa dell'Assunta: una spina della corona.
- Italia: San Giovanni Bianco, Parrocchia di San Giovanni Bianco: una spina della corona.
- Italia: Sciacca, Chiesa di San Michele: due sacre spine che si trovano presso la chiesa di San Michele arcangelo. Queste spine furono donate da Eleonora d'Aragona figlia di Giovanni di Sicilia e dal marito Guglielmo Peralta; esse sono state ritenute autentiche dall'allora vescovo di Agrigento Matteo Fugardo quando il 31 maggio 1386 emanò una bolla vescovile in occasione dell'inaugurazione della chiesa e parte del Monastero di Maria Santissima dell'Itria conosciuta come la Badia grande. Queste sacre spine erano appartenute alla famiglia reale siciliana, a cui erano arrivate tramite i D'Angiò.
- Italia: Vasto, chiesa di Santa Maria Maggiore: una spina della corona.
- Italia: Vicenza, Tempio di Santa Corona: una spina della corona donata da Luigi IX al vescovo di Vicenza Bartolomeo da Breganze nel 1260.
- Spagna: Oviedo, cattedrale: cinque spine (originariamente otto) della corona
- Spagna: Barcellona, cattedrale: una spina della corona
- Spagna: Siviglia, Iglesia de la Anunciación (Hermandad del Valle): una spina della corona
- Regno Unito: British Museum, Londra: Holy Thorn Reliquary, Salting Reliquary, una spina della corona
- Regno Unito: Stanbrook Abbey, Worcester: una spina della corona
- Regno Unito: Stonyhurst College, Lancashire: una spina della corona
- Stati Uniti: St. Anthony's Chapel, Pittsburgh: una spina della corona
- Ucraina: Odessa, St. Prophet Elijah Monastery: frammento di una spina della corona

#### Reliquie di terza classe legate alla corona
Oltre a quelle sopra descritte esistono molte altre reliquie legate alla corona di spine di Cristo, al punto che lo studioso francese Maurice de Mély ne contò più di settecento. In realtà molte di queste sono state identificate come reliquie di terza classe, ovvero esse sono a tutti gli effetti delle spine, che però non sono state fisicamente staccate dalla corona, ma sono semplicemente entrate in contatto con la corona. Per questi motivi oggi appare sempre più difficile dividere le autentiche reliquie derivate dalla corona e quelle create in terza classe successivamente, proprio perché è quasi impossibile tracciare la storia precisa di ogni singola spina.

## L'episodio nella tradizione

### Araldica

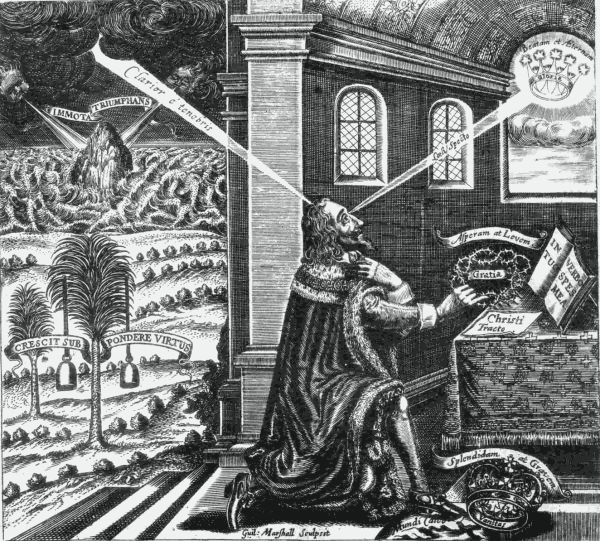
Stampa di William Marshall del XVII secolo, rappresentante re Carlo I d'Inghilterra nell'atto di cingere la corona di spine

La corona di spine compare anche come figura araldica.
Il garofano simboleggia esso stesso la passione di Gesù, dal momento che il colore rosso sangue e la forma esteriore, ricordano proprio la corona di spine.

### Iconografia
L'apparizione più antica della corona di spine nell'arte, la maggior parte delle volte sul capo di Cristo nella crocifissione o nei vari Ecce Homo, risale all'epoca di san Luigi IX di Francia e della costruzione da parte sua della Sainte-Chapelle che contribuì a dare grande popolarità alla reliquia. 
Secondo la Catholic Encyclopedia alcuni archeologici hanno segnalato la rappresentazione della corona spinata anche in precedenza, col ritrovamento di una figura di una corona di spine a cerchio con all'interno il monogramma di Cristo su un sarcofago, ma altri ritengono che più che di una corona di spine essa si tratti di una corona d'alloro, simbolo di gloria antica. 
Molto probabilmente la prima comparsa della corona di spine su una croce dipinta (Christus Patiens) la si deve al Maestro di San Francesco eseguita fra il 1250 e il 1260, oggi collocata nella chiesa di San Francesco ad Arezzo. La monumentale Croce Francescana ha un importante committente, il Beato Benedetto Sinigardi (1190-1282), aretino, tra i primi compagni di San Francesco e ideatore della compieta l’antifona Angelus locutus est Mariae.
Fu lui a indicare al pittore dell’opera tutti i particolari con cui doveva essere eseguita, compresa probabilmente anche la
rappresentazione della corona di spine, se così fosse, a lui spetterebbe la paternità di questo “primato”. Oltre a questo, l'immagine della corona di spine è spesso utilizzata in contrasto simbolico con le corone dei monarchi della terra. 
Nella simbologia legata a re Carlo I d'Inghilterra, il re martire decapitato durante la rivoluzione di Cromwell, la corona di spine viene spesso utilizzata per coronare il capo del monarca, così come nella famosa stampa contenuta nell'Eikon Basilike e realizzata a opera di William Marshall. Il contrasto artistico è stato riproposto anche da altri pittori come per esempio da Frank Dicksee nel suo Le due corone.

### Pittura

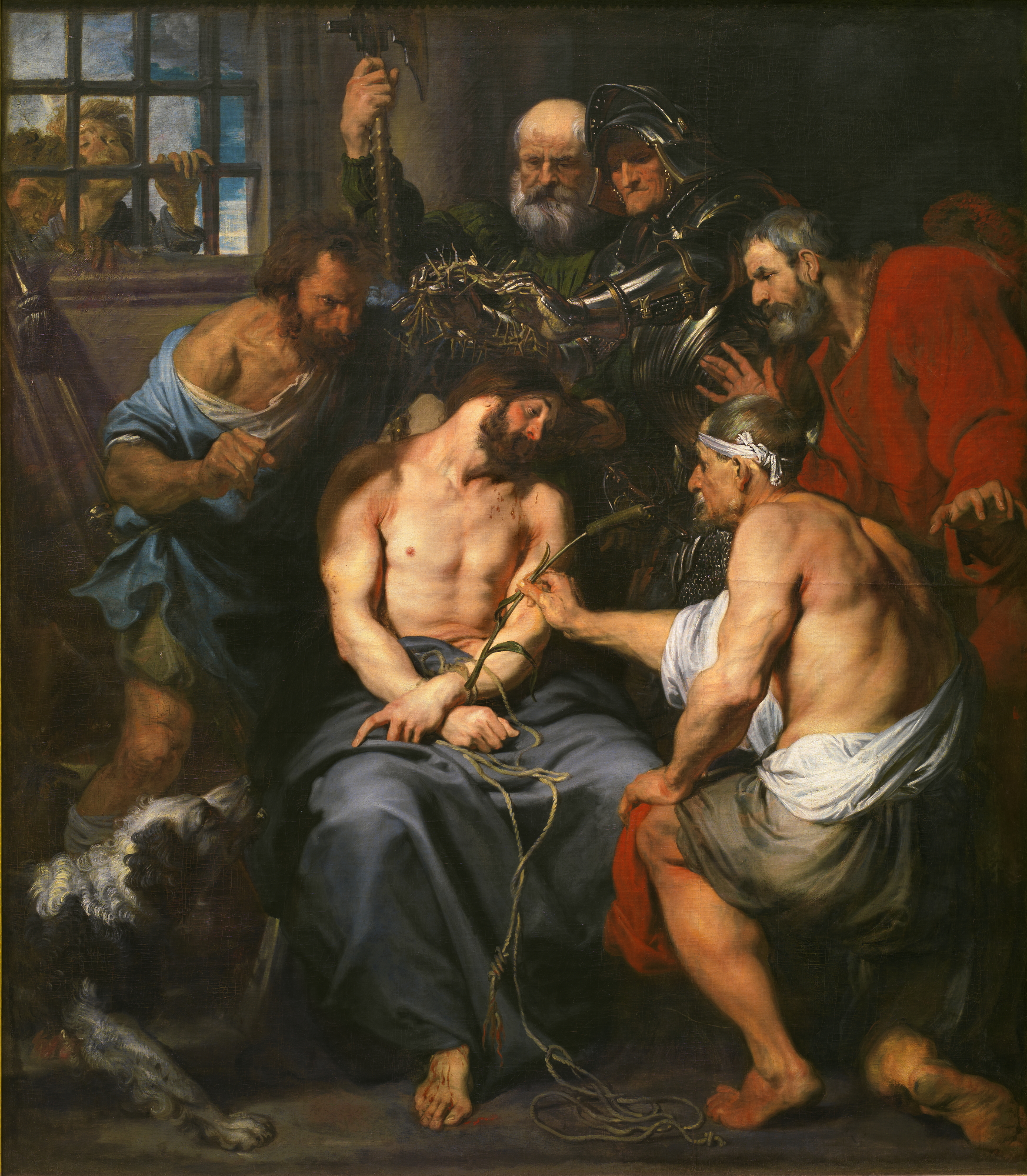
Antoon van Dyck, Incoronazione di spine, 1620 circa, Madrid, Museo del Prado.
Caravaggio, Incoronazione di spine, 1602-1604, Vienna, Kunsthistorisches Museum.
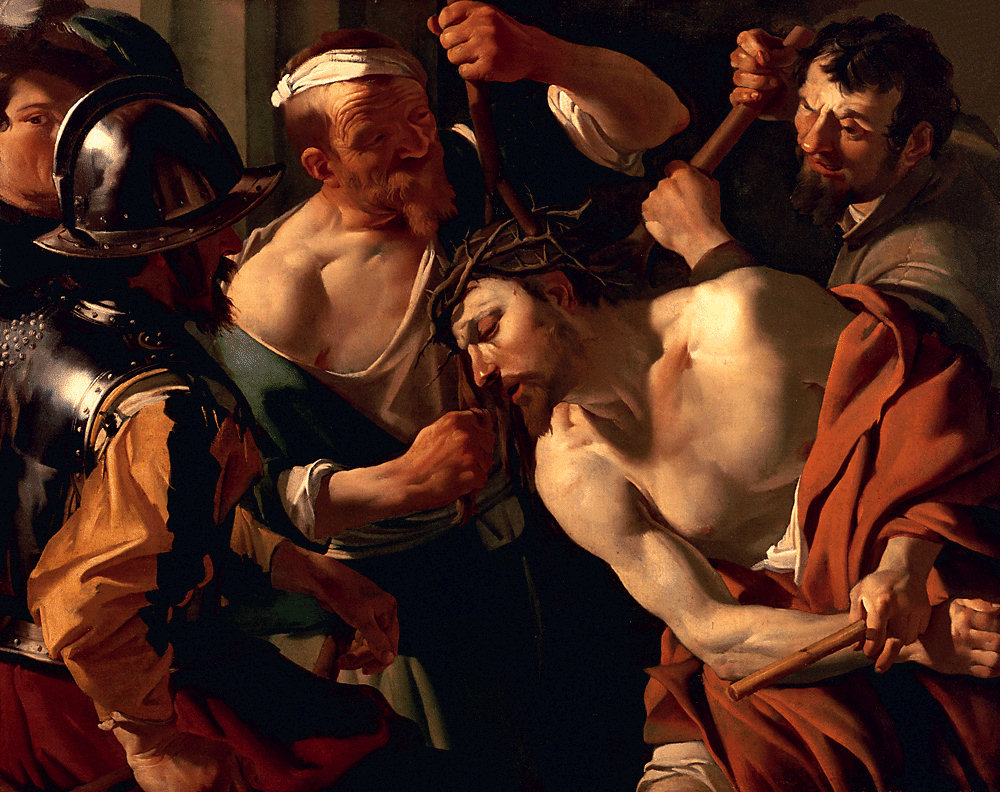
Dirck van Baburen, Incoronazione di spine, 1623, Utrecht, Central Museum.
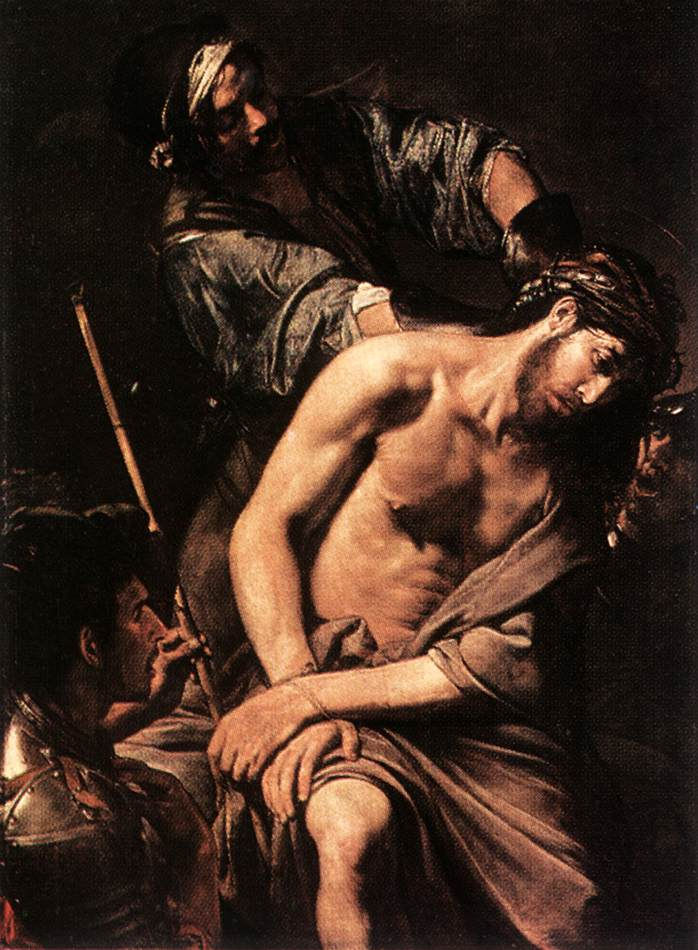
Valentin de Boulogne, Incoronazione di spine, 1620 circa, Monaco, Alte Pinakothek.
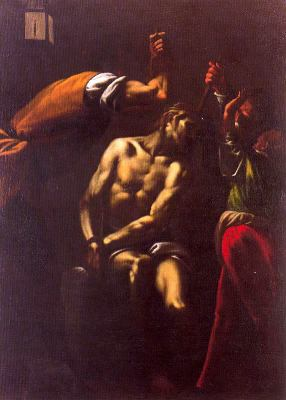
Morazzone, Cristo percosso, Valencia, Collegio Corpus Domini.
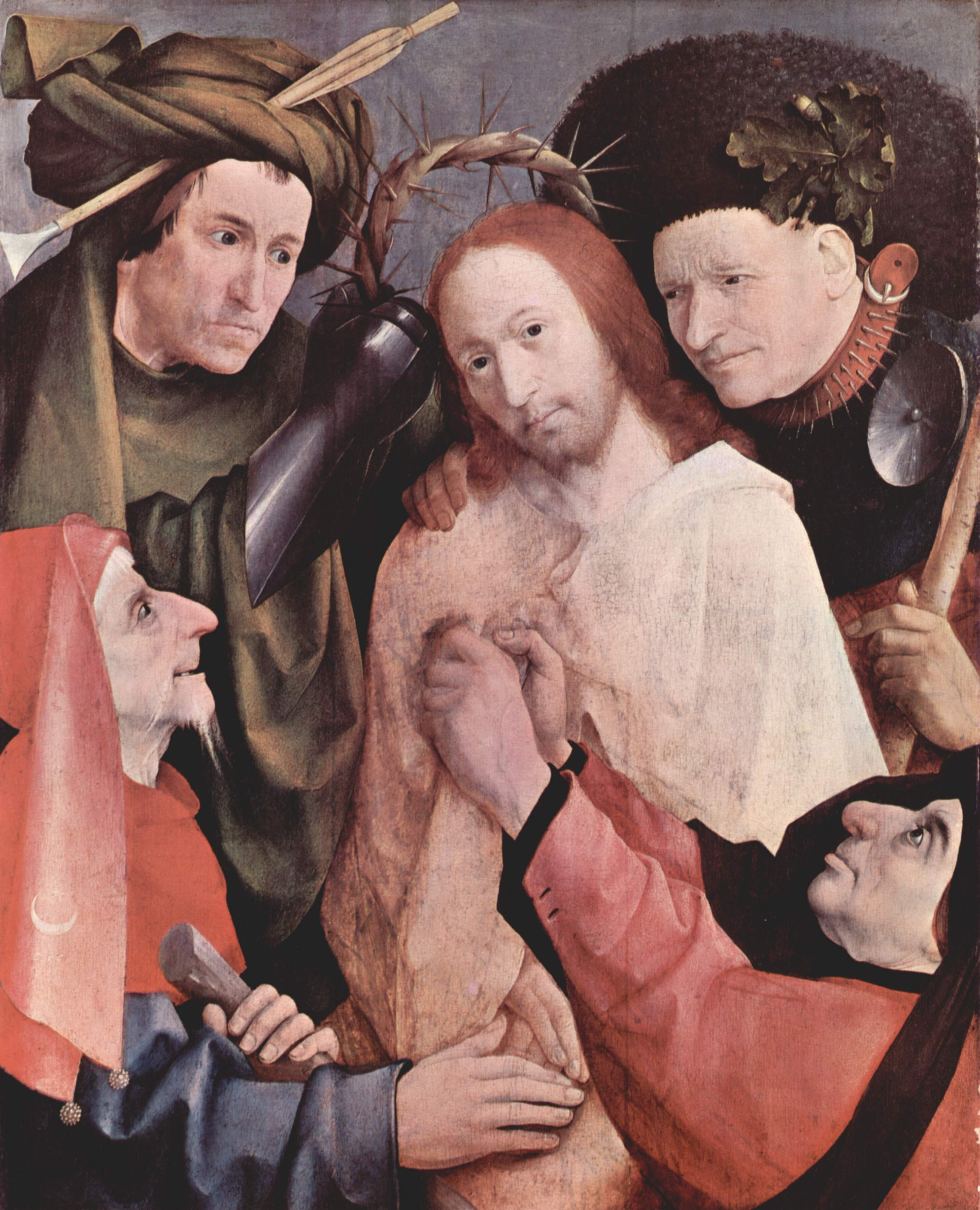
Hieronymus Bosch, Incoronazione di spine, 1508-1509, Londra, National Gallery.
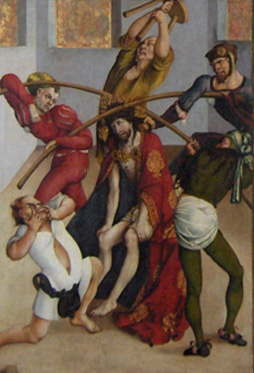
Jörg Breu il Vecchio, Incoronazione di spine, 1475 circa, abbazia di Melk.
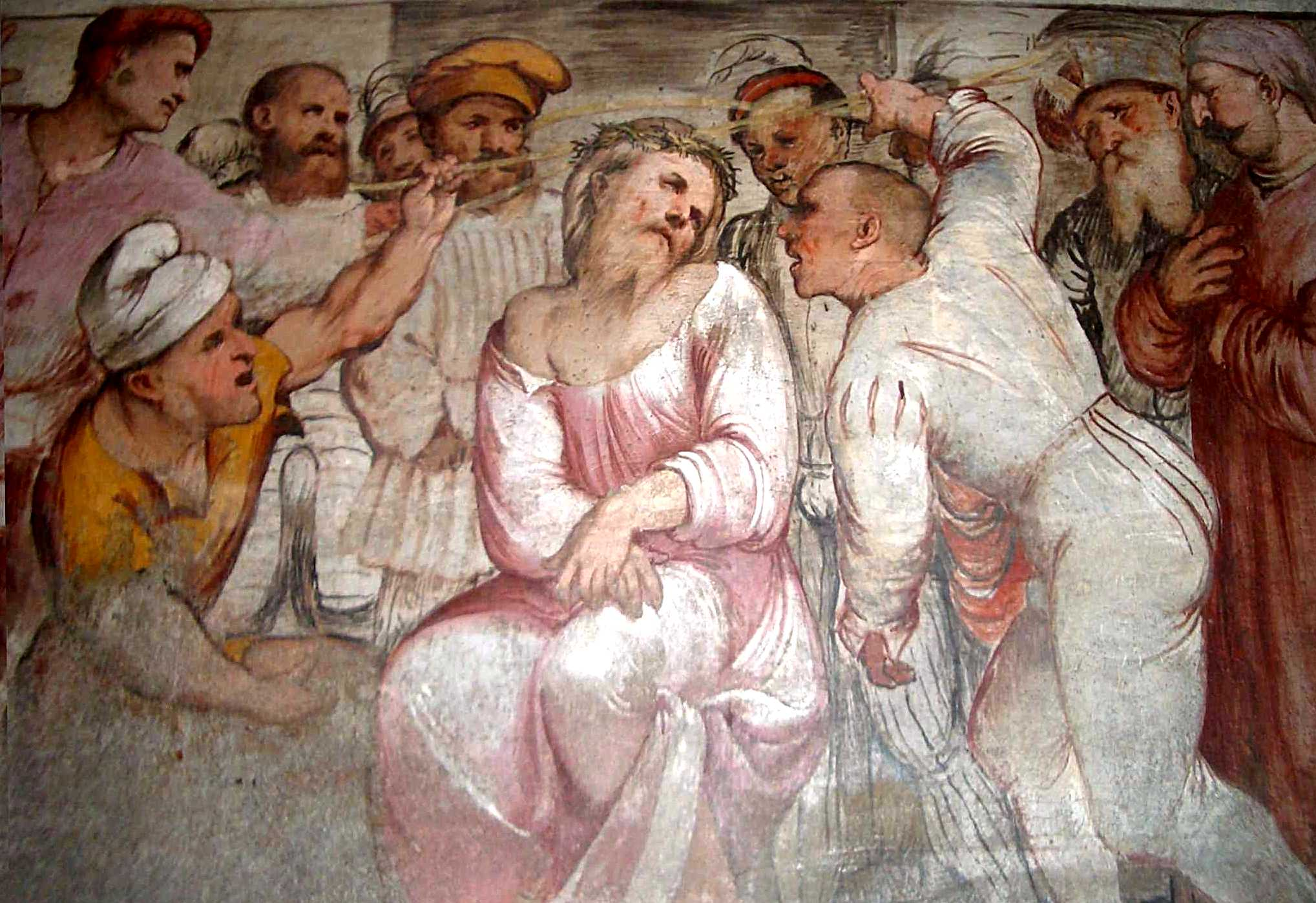
Girolamo Romanino, Coronazione di spine, 1533-1534, Pisogne (BS), chiesa di Santa Maria della Neve.
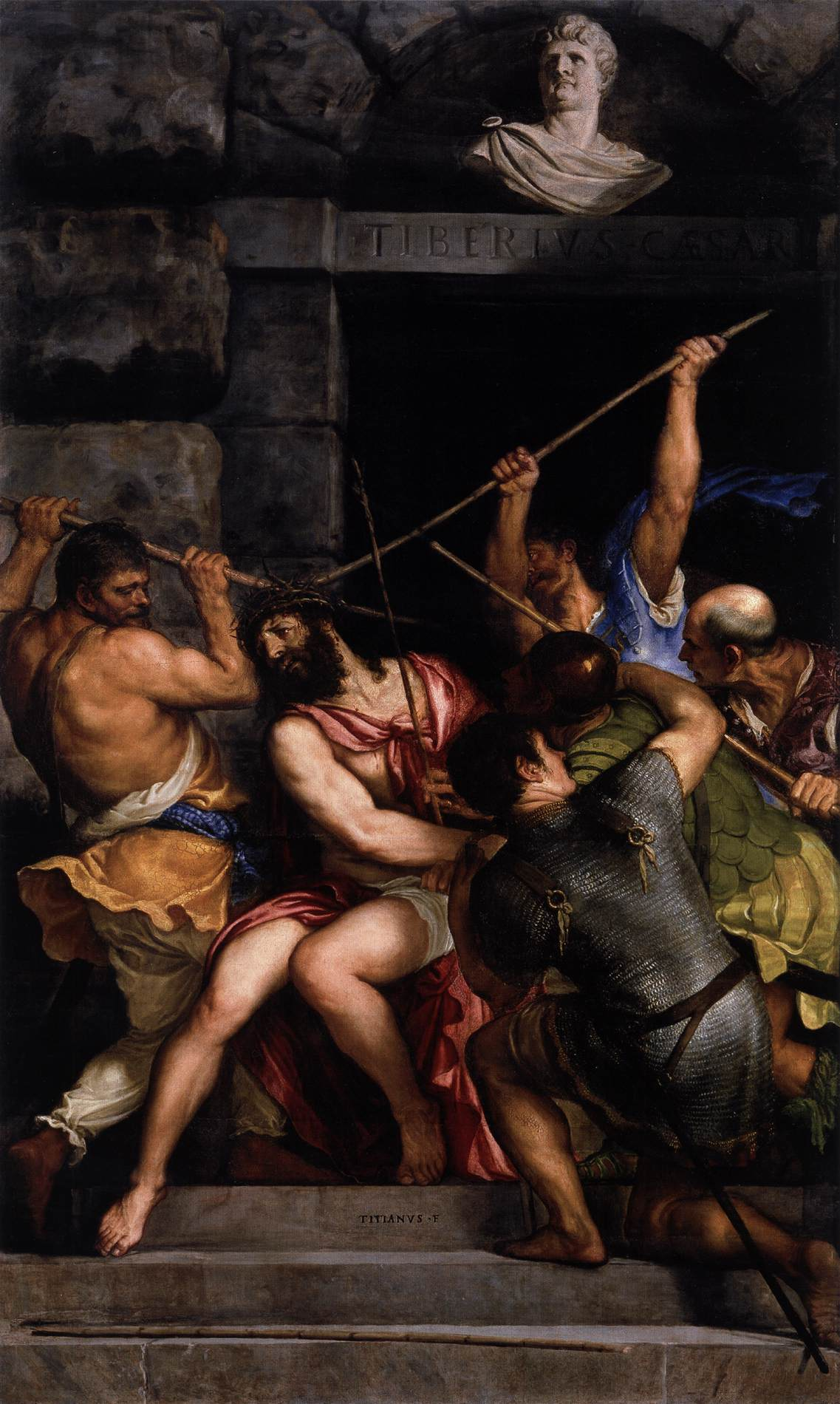
Tiziano, Incoronazione di spine, 1542-1544 circa, Parigi, Museo del Louvre.
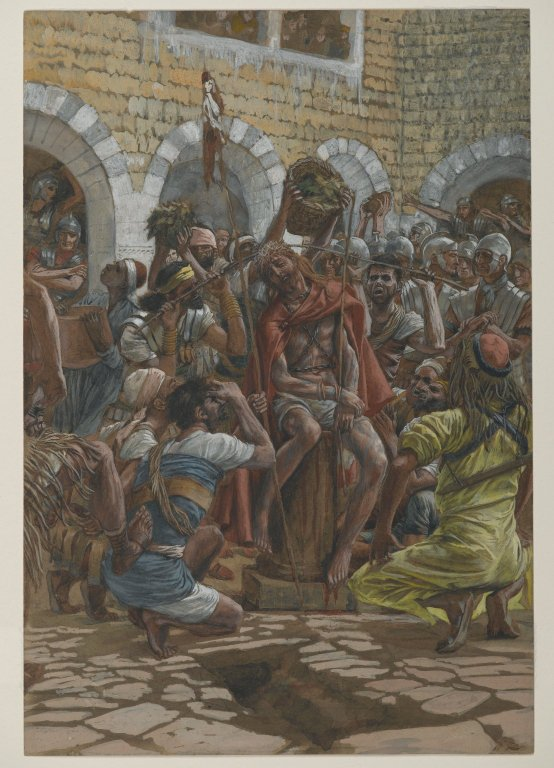
James Tissot, La coronazione di spine, 1886-1894, New York, Brooklyn Museum.
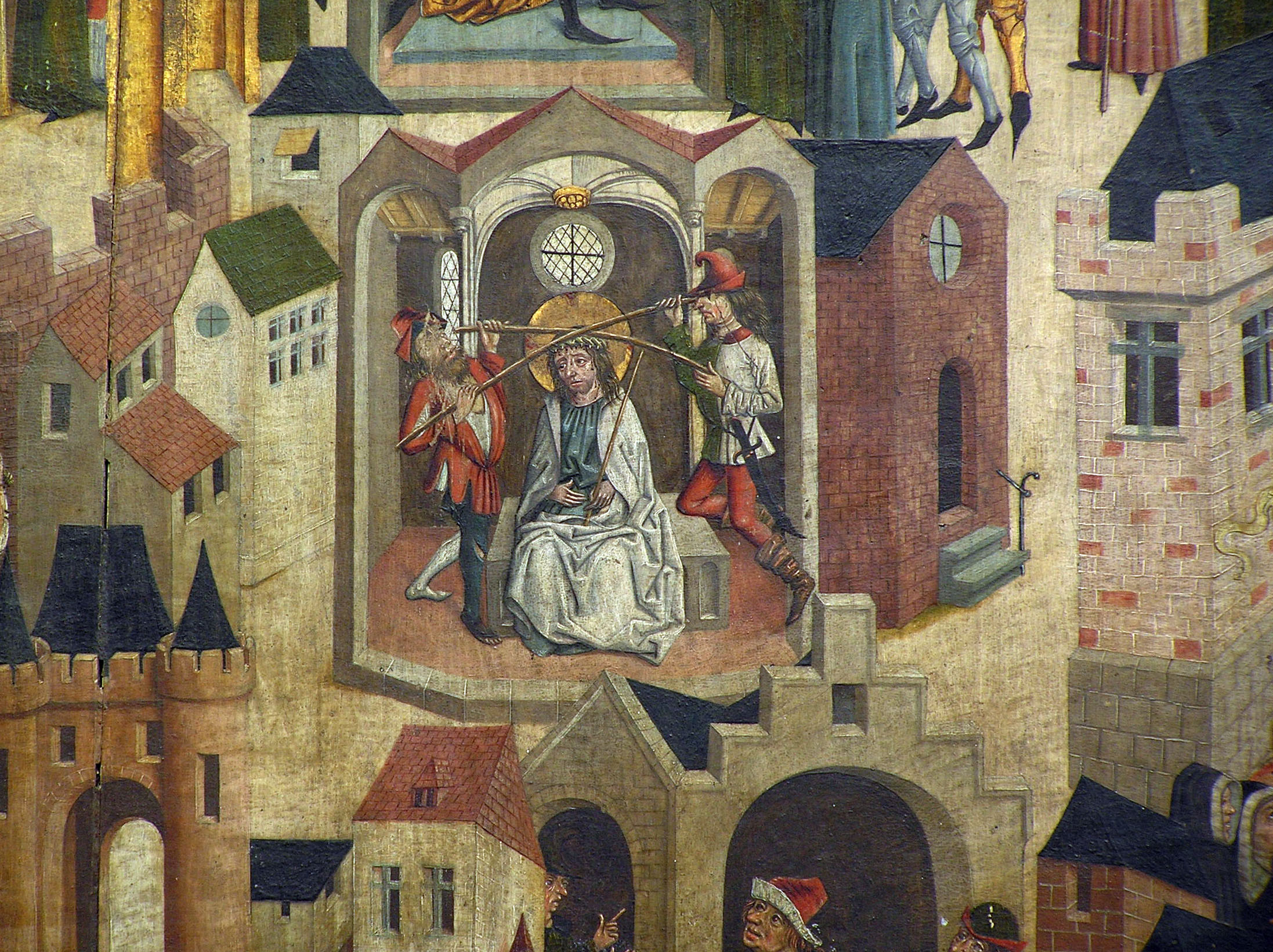
Anonimo, Incoronazione di spine, 1480-1490 circa, Toruń, chiesa di San Giacomo.
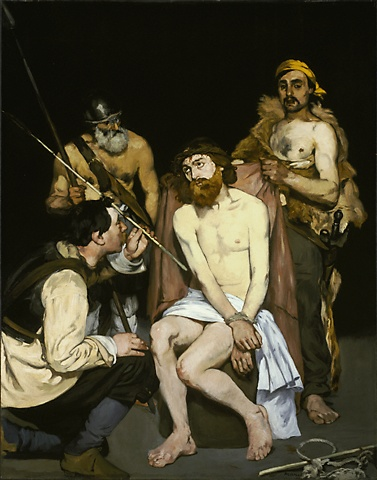
Édouard Manet, Cristo deriso dai soldati, 1864-1865, Chicago, Art Institute.
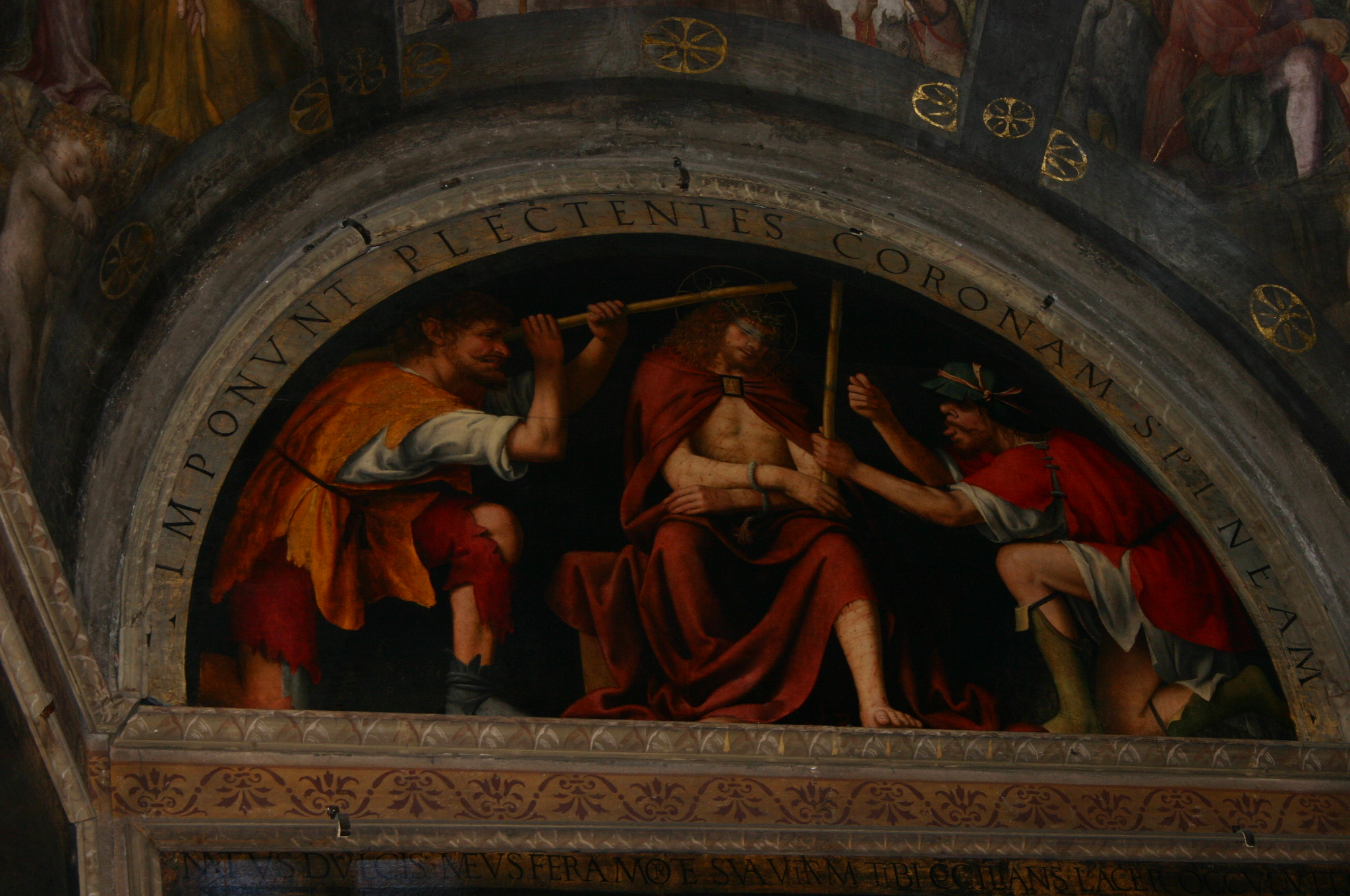
Bernardino Luini, Incoronazione di spine, 1516, Milano, chiesa di San Giorgio al Palazzo.

### Scultura

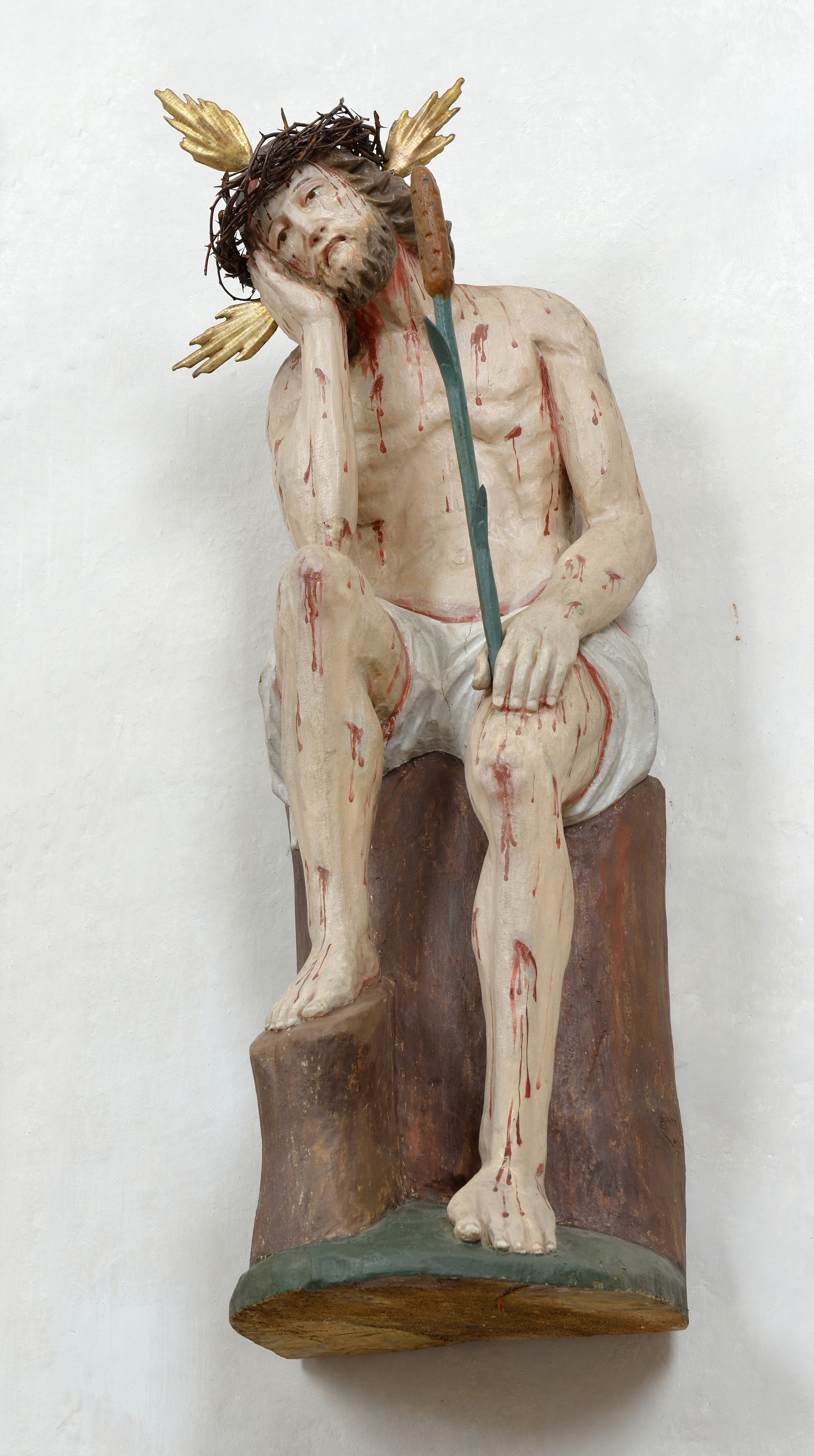
Ecce Homo in legno policromo nella chiesa di San Maurizio a Villandro XVIII secolo.
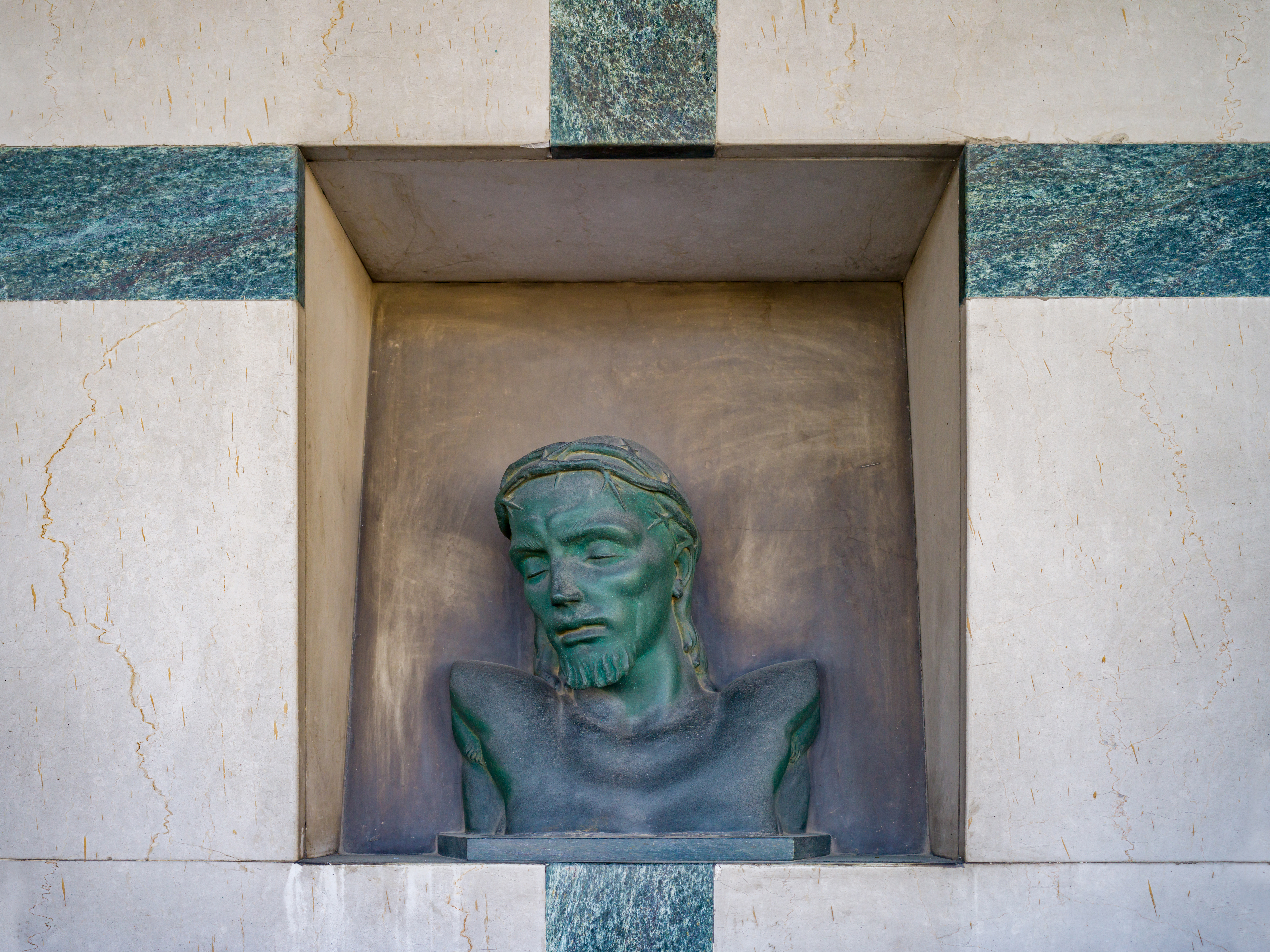
Busto di Gesù nel cimitero monumentale di Brescia 1930 ca.
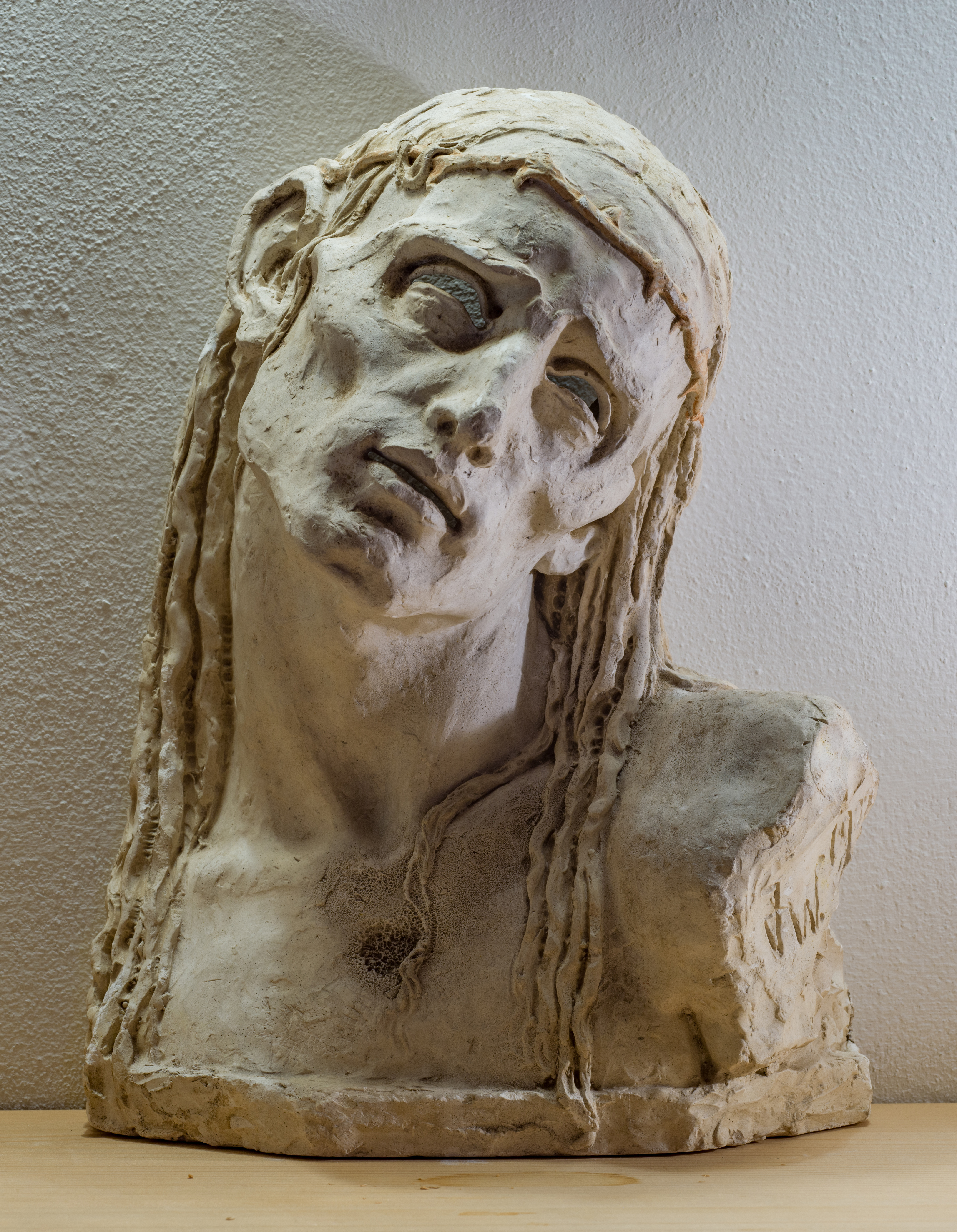
Busto di Cristo di Johann Baptist Walpoth 1932.